# The Collection (álbum de 98 Degrees)
The Collection es el primer álbum recopilatorio de 98 Degrees, fue lanzado el 7 de mayo de 2002. El álbum de grandes éxitos incluye algunas canciones de sus antiguos álbumes.

## Canciones
1. "Invisible Man" (Dave Deviller; Sean Hosein; Steve Kipner) - 4:42
2. "Because of You" (Anders "Bag" Bagge; Arnthor Birgisson; Christian Karisson; Patrick Tucker) - 4:56
3. "The Hardest Thing" (David Frank; Steve Kipner) - 4:34
4. "I Do (Cherish You)" (Dan Hill; Keith Stegall) - 3:45
5. "Why (Are We Still Friends)" (Alistair Tennant; Karlin; Soulshock; Wayne Hector) - 4:07
6. "Thank God I Found You" (Mariah Carey featuring Joe & 98 Degrees) (Mariah Carey; James Harris; Terry Lewis) - 4:18
7. "Give Me Just One Night (Una Noche)" (Anders "Bag" Bagge; Arnthor Birgisson; C. Ogalde) - 3:25
8. "My Everything" (Nick Lachey; Anders "Bag" Bagge; Arnthor Birgisson; Justin Jeffre) - 3:51
9. "The Way You Want Me To" (Andrew Lachey; Nick Lachey; Anders "Bag" Bagge; Arnthor Birgisson) - 3:29
10. "This Gift" (Anders "Bag" Bagge; Arnthor Birgisson; Dave Deviller; S. Hosein) - 4:06
11. "Was It Something I Didn't Say" (Diane Warren) - 5:12
12. "Never Let Go" (Justin Jeffre) - 4:43
13. "True to Your Heart" (featuring Stevie Wonder) (David Zippel; Matthew Wilder) - 4:15

## Posicionamiento
| Listas (2002)    | Posición |
| ---------------- | -------- |
| US Billboard 200 | 153      |